# Phyllachora mirandina
Phyllachora mirandina är en svampart som beskrevs av Chardón 1934. Phyllachora mirandina ingår i släktet Phyllachora och familjen Phyllachoraceae.   Inga underarter finns listade i Catalogue of Life.